# Пістинька
Пі́стинька — річка в Україні, на Гуцульщині, в межах Косівського та Коломийського районів Івано-Франківської області. Права притока Пруту (басейн Дунаю).

## Опис
Довжина 56 км, площа басейну 661 км². Долина у верхній течії ущелиноподібна, завширшки від 6—10 до 50 м, до села Микитинці — V-подібна. Нижче долина трапецієподібна, завширшки 1,2—1,5 км. Ширина заплави від 20—100 до 650 м. Річище помірно звивисте, його пересічна ширина 10—15 м, на окремих ділянках до 45 м. Похил річки 18 м/км. Багато островів, кілька водоспадів.
Живлення мішане, з переважанням дощового. Замерзає у середині грудня, скресає у 2-й половині березня. Воду використовують для господарських потреб і розведення риби. Є протиповеневі гідротехнічні споруди.

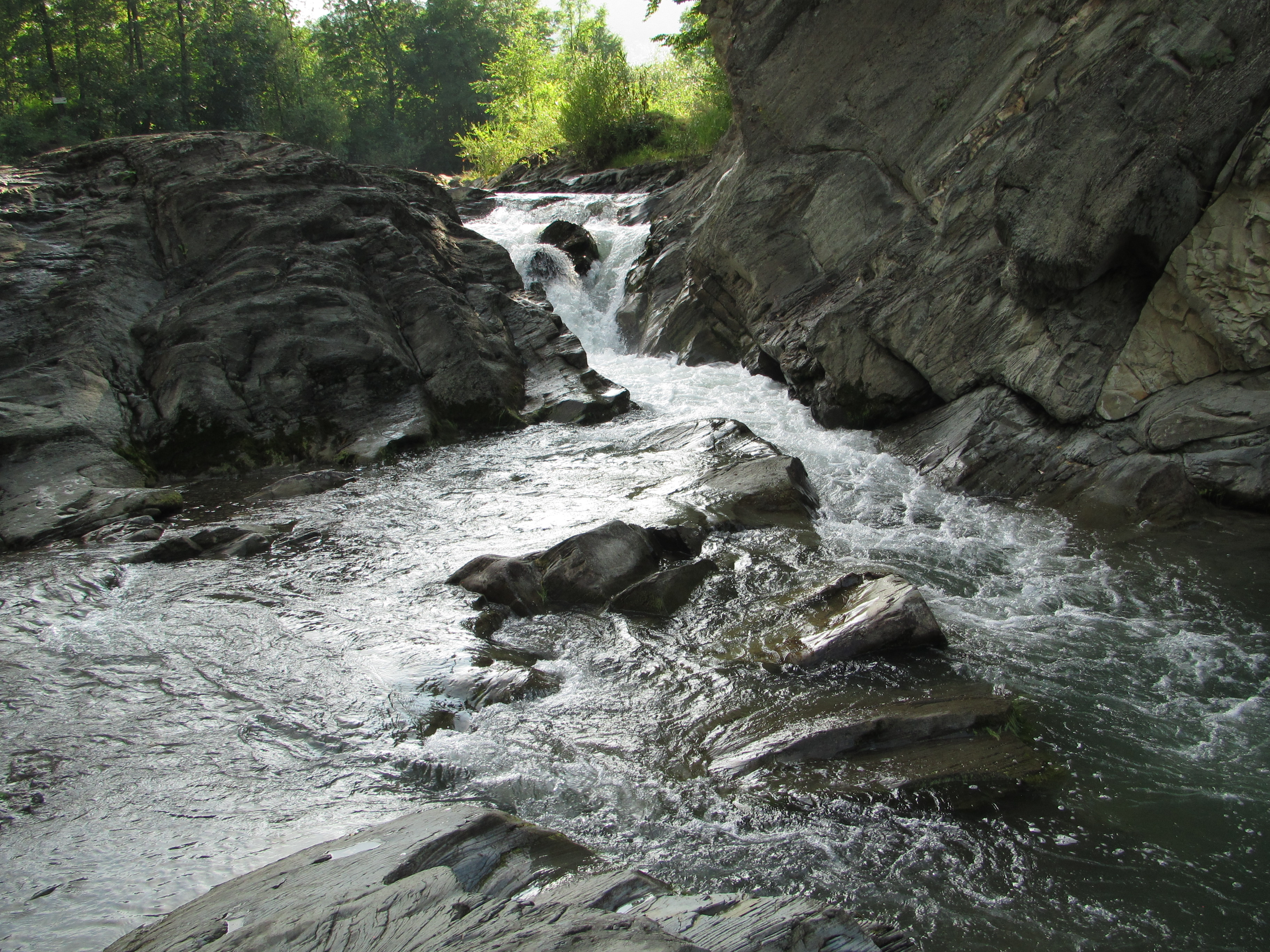
Сріблясті водоспади

## Розташування
Бере початок з джерел на східних схилах гори Версалем (1406 м), що в Покутсько-Буковинських Карпатах. Тече спершу переважно на північний схід, у пониззі на північ. Впадає в Прут навпроти південної частини міста Коломиї.
У верхів'ях тече територією Національного парку «Гуцульщина».

## Основні притоки
Лючка (ліва), Брустурка (права).
Корови — ліва притока у Косівському районі Івано-Франківської області. Бере початок на південному заході від гори Лебедин (803,1 м)  у національному природному парку «Гуцульщина». Тече переважно на південний схід і на південно-західній околиці села Пістинь впадає у Пістиньку. Довжина — 5 кілометрів.

## Населені пункти
Пістинька протікає через такі населені пункти: Космач, Прокурава, Шешори, Пистинь, Микитинці, Спас, Нижній Вербіж.

## Пістинька в Шешорах
Близько 9 км довжини Пістиньки припадає на село Шешори. Геоморфологічні особливості природного середовища тієї місцевості призвели до утворення низки водоспадів, порогів, перекатів. Серед водоспадів найбільшу туристичну привабливість мають Великий та Малий Гуки — Сріблясті водоспади. Біля річки у Шешорах є туристична база, а також чимало приватних готелів. Довколишні гори, вкриті лісами, становлять головний природний рекреаційний ресурс села Шешори.